# Pandémie de Covid-19 en Bulgarie
La pandémie de Covid-19 en Bulgarie se propage à partir du 8 mars 2020.

## Chronologie
Les premiers cas sont confirmés dans le pays le 8 mars 2020, un homme de 27 ans à Pleven et une femme de 75 ans à Gabrovo. Aucune de ces deux personnes n'avaient voyagé dans l'un des lieux où des cas étaient confirmés. L'homme a été hospitalisé après avoir développé des difficultés respiratoires, et les autorités annoncent un plan pour tester toutes les personnes ayant été en contact avec ces deux individus. Ce jour-là, deux autres échantillons testés à Pleven et Gabrovo étaient positifs. Le patient zéro demeure inconnu.
La Bulgarie est d'autant plus exposée à la crise sanitaire du fait de la moyenne d’âge élevée de sa population, du mauvais état de santé général de ses habitants et des moyens limités de son système de santé.

## Mesures sociales
Une fois que le nombre de cas confirmés a atteint 23, le parlement vote à l'unanimité la mise en place de l'état d'urgence à compter du 13 mars au 13 avril. Une quarantaine préventive de 14 jours est mise en place pour toutes personnes ayant été en contact avec des cas de Covid-19 ou ayant voyagé dans des zones à risque. Les personnes testées positives sont mises en quarantaine à domicile pour une période de 21 jours. Ce décompte débute à partir du moment où la personne contaminée a été testée négative après un traitement effectué à l'hôpital. Après que l'Organisation mondiale de la santé (OMS) ai déclaré que la Covid-19 est plus résistante que les observations initiales, les autorités allongent la durée de confinement à 28 jours. Avec l'expansion de la pandémie, le gouvernement fait la demande au parlement de la prolongation de l'état d'urgence d'un mois, jusqu'au 13 mai.

## Traitement pharmaceutique
La chloroquine du laboratoire public Bul Bio est utilisé pour soigner les malades du Covid-19.

## Vaccination
La méfiance à l'égard des vaccins est très répandue en Bulgarie et « aucun responsable politique n’a vraiment appelé à se faire vacciner », aussi, en octobre 2021, seuls 20% des 6,9 millions d'habitants sont vaccinés.

## Passe sanitaire
Le gouvernement instaure un passe sanitaire à partir d'octobre 2021[réf. souhaitée].

## Statistiques

Nombre de cas déclarés (bleu) et décès (rouge) en échelle logarithmique. Les différences quotidiennes sont indiquées en pointillés.